# Penélope (canción)
Penélope es una canción de Joan Manuel Serrat, compuesta por Augusto Algueró y publicada en 1969.

## Descripción
Inspirada en la historia del personaje mitológico Penélope, de La Odisea de Homero. Narra la historia de una mujer en edad ya madura, pero aun coqueta, que cada día se acerca a la estación de tren en espera del regreso de su amor de juventud. Cuando finalmente él hace aparición, Penélope lo rechaza al no reconocerle.
Se trata de uno de los mayores éxitos en la carrera de Serrat y con él se introdujo por primera vez en el mercado discográfico latinoamericano, tras haberlo presentado en el IV Festival Internacional da Canção de Río de Janeiro.

## Reconocimientos
El compositor recibió en 1998 el Premio BMI en Estados Unidos por esta canción al tratarse de la más escuchada en el ámbito latino.

## Versiones
La canción ha sido versionada, entre otros, por:
- Betty Missiego (1993)
- Fernando Villalona (1993)
- Diego Torres (1995)
- Miguel Ríos (1996)
- Gino Paoli (1996)
- Tamara (2001)
- Yahir en La Academia (2002)
- Joaquín Sabina con Serrat (2007)
- Bertín Osborne (2016)